# セルジオ・アントニオ・アウメイダ・ペッソア
セルジオ・アントニオ・アウメイダ・ペッソア（Sérgio Antônio Almeida Pessoa　1962年7月5日- ）はブラジルの柔道選手。サンパウロ出身。階級は60kg級。身長172cm。息子は2016年のリオデジャネイロオリンピック60kg級に出場したセルジオ・ペッソア。 

## 人物
1985年の世界選手権60kg級で7位になった。1986年のパンナム選手権で優勝すると、嘉納杯でも決勝で出口達也を注意で破って優勝した。世界学生では3位だった。1987年のパンアメリカン競技大会では優勝するも、世界選手権では5位だった。1988年のパンナム選手権で優勝するが、ソウルオリンピックでは3回戦で地元韓国の金載燁に敗れるなどして9位だった。引退後は株式仲買人となったが、2005年には柔道のコーチになるため、家族でカナダのニューブランズウィック州へ移住した。息子も2016年のリオデジャネイロオリンピックにカナダ代表で出場したことにより、親子2代でオリンピック選手となった。

## 主な戦績
- 1985年 - 世界選手権　7位
- 1986年 - パンナム選手権　優勝
- 1986年 - 嘉納杯　優勝
- 1986年 - アメリカ国際　優勝
- 1986年 - 世界学生　3位
- 1987年 - オランダ国際　優勝
- 1987年 - パンアメリカン競技大会　優勝
- 1987年 - 世界選手権　5位
- 1988年 - パンナム選手権　優勝
- 1988年 - フランス国際　3位
- 1988年 - ドイツ国際　3位
- 1988年 - ソウルオリンピック　9位
- 1989年 - オーストリア国際　優勝

(出典)。